# Citroën C35

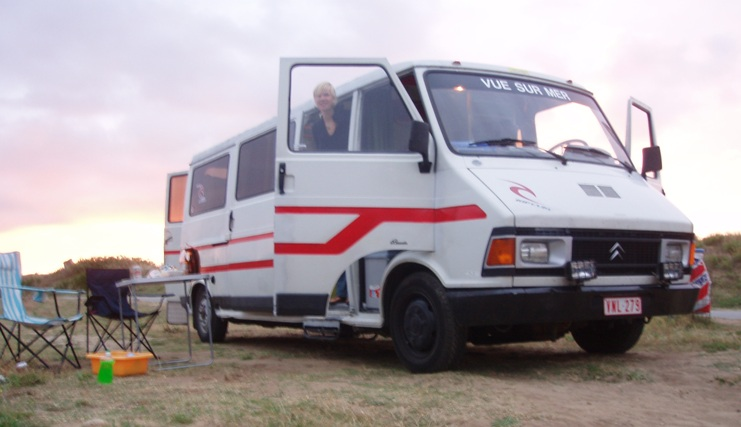

De Citroën C35 is een bestelwagen voor middelgroot volume, van het merk Citroën. Hij werd van 1974 tot 1991 geproduceerd.

## De C32 en de C35
Aanvankelijk werden er twee versies aangeboden, de C32 en de C35. Het verschil tussen die twee zat hem in het laadvermogen en de overbrenging. De C32 had een kleiner laadvermogen en een kleinere overbrengverhouding dan de C35. Ook was er een verschil in de motor, er werden diesels en ook benzine-uitvoeringen verkocht. De benzinemotor was gebaseerd op die van de DS. De diesel 2.2 M-motor zien we later terug in de CX. In het begin hadden alle uitvoeringen de knipperlichten en stadslichtcombinatie in de bumper weggewerkt. Vanaf bouwjaar '80 zijn de knipperlichten verhuisd naast de koplampen en gingen die licht de hoek om voor een betere zichtbaarheid. Dit model bestond ook in een Fiat-variatie: de 242. De benzineversies hadden Fiat-motoren, voor het overige waren er geen verschillen.
Door de komst van de C25 werd de C35 overbodig. Tegenwoordig is de C35 nog te vinden in de zuidelijke landen en vaak doet hij dienst als verkoopkraam - net als de Citroën HY vroeger. Omdat de C32/C35 zonder verbouwing sta-hoogte biedt zijn relatief veel exemplaren omgebouwd tot camper, in originele staat met bijvoorbeeld alleen maar een ladder achterop en een imperiaal op het dak. Vaak ook nog met een extra bagagekoffer maar ook met tal van eigenbouwkarkassen zoals alkoof en zelfs totaalverlengingen.